# Батуралп Унлю
Батуралп Унлю (тур. Baturalp Ünlü, 9 липня 2002) — турецький плавець.
Учасник Олімпійських Ігор 2020 року, де в попередніх запливах на дистанції 200 метрів вільним стилем посів 34-те місце і не потрапив до півфіналів.